# Annett Wagner-Michel
Annett Wagner-Michel (geborene Annett Michel; * 13. Mai 1955 in Halle (Saale)) ist eine deutsche Schachmeisterin und Diplom-Ökonomin. Sie erhielt 1975 von der FIDE den Titel Internationaler Meister der Frauen.

## Leben
Schach lernte Annett Michel von ihrem Vater, ihr erster Übungsleiter war Rolf Knobling bei Lok Halle. 1972 gewann sie die DDR-Jugendmeisterschaft und nahm 1970 in Freiberg mit 14 Jahren erstmals an einer DDR-Meisterschaft der Frauen teil. Seit 1982 leitete sie Trainingsgruppen, wo sie strategische Fragen und Endspiele behandelte. Dies hatte zur Folge, dass sie ihren Stil von Taktik auf Strategie umstellte, was der eigentliche Grund für ihren großen Erfolg 1983 in Cottbus war.
In den Jahren 1981 und 1983 wurde sie DDR-Meisterin sowie 1979, 1984 und 1985 Vizemeisterin; 1988 und 1990 gewann sie die DDR-Meisterschaft der Frauen im Blitzschach.
Mit der Frauenmannschaft der DDR nahm sie an der Schacholympiade 1990 in Novi Sad teil, bei der sie an Brett 2 spielte und fünf Punkte aus elf Partien erreichte.
Annett Wagner-Michel war zwischen 1980 und 1984 mit dem deutschen Kulturmanager und Schachspieler Paul Werner Wagner verheiratet, mit dem sie einen Sohn hat.
In der 1. und 2. Bundesliga der Frauen spielte sie bis 2004 für den SSV Rotation Berlin, seit 2004 für den neugegründeten SC Rotation Pankow. Bei der Deutschen Frauen-Länder-Mannschaftsmeisterschaft 2010 in Braunfels spielte sie für Berlin am ersten Brett.
Wagner-Michel gewann 2021 in Budoni und 2022 in Lublin die Senioreneuropameisterschaft jeweils in der Altersklasse 65+ weiblich.